# Franz Nikolaus Novotný
Pour les articles homonymes, voir Novotny.
Franz Nikolaus Novotný (aussi Novotny, Novittni, Novotni, Nowotny), né le 6 décembre 1743 à Eisenstadt et mort le 25 août 1773 dans la même ville, est un organiste et compositeur autrichien à la cour de la famille Esterházy au palais d'Esterházy à Eisenstadt.
Le grand-père de Novotny était un chanteur avec une voix basse. Son père, Johann Novotný (1718–1765), un élève Gregor Joseph Werner, était également un organiste de la cour. Franz Nikolaus a succédé au poste de son père le 30 août 1765. Il a composé principalement de musique religieuse et ses œuvres étaient estimées par Joseph Haydn.

## Enregistrements
- "Prelude in G major", "Prelude in D minor", dans Historical Organs in Hungary(Gábor Lehotka, István Baróti)

## Source
- (en) Cet article est partiellement ou en totalité issu de l’article de Wikipédia en anglais intitulé « Franz Nikolaus Novotny » (voir la liste des auteurs).